# Villareggia
Villareggia (piemontesisch la Vila Regia) ist eine Gemeinde in der italienischen Metropolitanstadt Turin (TO), Region Piemont.

## Lage und Einwohner
Villareggia liegt rund 40 km nordöstlich von Turin am Dora Baltea, in der Region Canavese. Das Gemeindegebiet umfasst eine Fläche von 11 km² und hat 995 Einwohner (Stand 31. Dezember 2023). 
Die Nachbargemeinden sind Vische, Moncrivello (VC), Mazzè (VC) und Cigliano (VC). Der Schutzpatron des Ortes ist San Martino.

## Geschichte

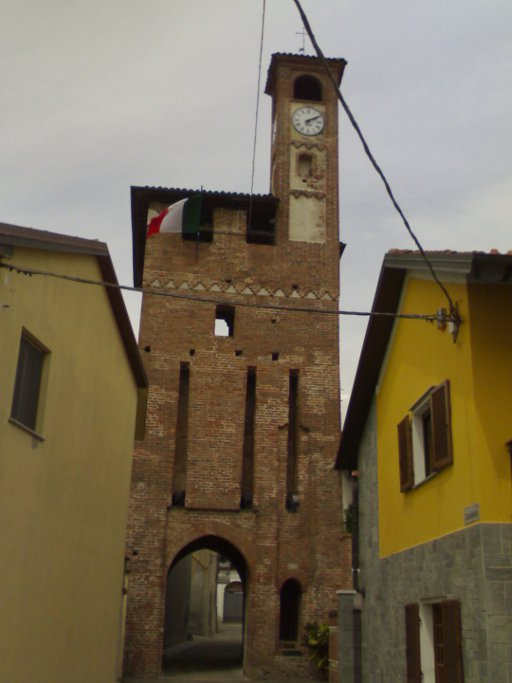
Ricetto Turm

Der Ortsname leitet sich vom lateinischen Wort Villaregia ab, das Häuser und Besitztümer königlichen oder steuerlichen Eigentums sowie den Wohnort des örtlichen Herrn bezeichnet. Es handelt sich um eine Siedlung antiken Ursprungs. Die ersten Überlieferungen über ihre Existenz stammen aus der Zeit der Langobarden. Im 9. Jahrhundert wurde es von Karl III. der Kirche von Vercelli geschenkt, eine Schenkung, die später von Federico Barbarossa im Jahr 1152 bestätigt wurde. Im Jahr 1378 gelangte es in den Besitz der Savoyer und wurde der Kapitänsherrschaft von Santhià angegliedert. 
Im 17. Jahrhundert wurde es durch den Vormarsch spanischer Truppen, die zu Plünderungen und Verwüstungen führten, und durch die Überschwemmung des Flusses stark beeinträchtigt, was die wirtschaftliche Lage der Einwohner so prekär machte, dass sie davon ausgenommen wurden zehn Jahre lang vor militärischen Zwängen geschützt. Zu den Zeugnissen seines historisch-architektonischen Erbes gehört der mittelalterliche Turm, Symbol der Funktion der Festung Vercelli in der Gegend von Canavese. Die Kirche der Bruderschaft Santa Marta, die 1685 auf den Überresten einer alten Kirche erbaut wurde und die Pfarrkirche San Martino aus dem 18. Jahrhundert mit ihrer interessanten Barockfassade, die mit fünf Statuen und wertvollen Gemälden aus dem 18. Jahrhundert geschmückt ist, die im Inneren erhalten sind.